# Justizvollzugsanstalt Butzbach
Die Justizvollzugsanstalt Butzbach (JVA Butzbach) ist eine Justizvollzugsanstalt des Landes Hessen in der Stadt Butzbach.
In dem Gefängnis der höchsten Sicherheitsstufe sind erwachsene männliche Straftäter untergebracht. So befinden sich dort unter anderem erheblich kriminell vorbelastete, ausbruchswillige, langjährig drogenabhängige und verhaltensauffällige Straftäter.

## Geschichte
Mitte 1890 wurde mit den Baumaßnahmen zur Errichtung des damaligen Zuchthauses begonnen. Vier Jahre später waren das Hauptgebäude, das Wirtschaftsgebäude, das Krankenhaus, das Torgebäude und mit Umwehrungsmauer, das Direktorwohnhaus, zwei Beamtenwohnhäuser (mit je zwei Wohnungen) sowie vier Aufseherwohngebäude (mit je vier Wohnungen) fertiggestellt. Die feierliche Einweihung der Anstalt fand am 2. Juli 1894 statt. In den folgenden Tagen wurden 149 Gefängnis- und 148 Zuchthausgefangene aus anderen Gefängnissen bzw. Zuchthäusern des Großherzogtums Hessen in die neue Anstalt verlegt. Durch Um- und Ausbauten der Justizvollzugsanstalt wuchs die Aufnahmekapazität auf bis zu 762 Häftlinge an.
In der Zeit des Nationalsozialismus wurden im Butzbacher Gefängnis politische Gegner, Sozialdemokraten und Kommunisten, aber auch Geistliche, inhaftiert. Die Häftlinge hatten für die Butzbacher Schuhfabrik und den Offenbacher Rüstungsbetrieb der Maschinenfabrik Heyne GmbH zu arbeiten. Im so genannten Bunker des Gefängnis fanden die Verhöre der politischen Häftlinge statt, dies unter schweren Misshandlungen. Einige der Inhaftierten verstarben aufgrund der Misshandlungen, der schlechten Versorgung oder wurden ermordet. Bis 1937 wurden sieben Personen durch das Fallbeil hingerichtet. In Butzbach befand sich von 1918 bis 1937 die Zentrale Hinrichtungsstätte Hessens (nur in Hessen und Thüringen gab es schon vor 1936 Zentrale Hinrichtungsstätten). Das Fallbeil wurde danach in das Gefängnis Preungesheim gebracht. Im April 1945 wurden die 1200 Gefangenen, die zu diesem Zeitpunkt im Butzbach interniert waren, von amerikanischen Truppen befreit. Unter ihnen war Hugo Salzmann.

## Sport- und Freizeitaktivitäten
In der JVA befindet sich heute eine zur Turnhalle umfunktionierte ehemalige Lagerhalle, in der unter anderem Badminton und Tischtennis gespielt werden. Die Maße der Halle sind 32 × 14 m². In einem Gymnastikraum (18 × 15 m²) werden ebenfalls Tischtennis und Badminton, aber auch Gymnastik und Ergometerfahren praktiziert. Daneben dient dieser Raum auch für nichtsportliche gemeinschaftliche Veranstaltungen. Im Sporthof befinden sich zwei Kleinfelder mit je 40 × 20 m² (Handballspielfläche), auf denen Fußball, Handball, Volleyball oder Basketball gespielt werden kann.
Seit 1981 besteht in Zusammenarbeit mit der Universität Gießen ein Kunstprojekt im Strafvollzug. Durchschnittlich zehn Gefangene pro Kurs können sich mit Malerei, Zeichnen, Holz- und Linolschnitt, Farbradierung, Keramik, Stein- und Holzbildhauerei, figürlicher Plastik, Installation, Fotografie, Video und Theater beschäftigen. Seit 1994 gibt es in der JVA eine Musikgruppe (Seductive).

## Weiterbildung
Die JVA bietet neben verschiedenen schulischen Weiterbildungsmaßnahmen wie Deutsch-, Englisch-, Italienisch-, Spanisch-Kursen und einem Hauptschulförderlehrgang berufliche Weiterbildungsmaßnahmen an. Dazu gehören ein zertifizierter Computerlehrgang (Xpert Europäischer Computer Pass), Maschinenschreiben, eine Metallbauerausbildung mit Gesellenbrief der Handwerkskammer, ein Schweißerlehrgang mit Schweißerpass des DVS (E-Hand, WIG und MAG), die Ausbildung zum Gabelstaplerfahrer mit Flurfördermittelschein und eine Tischler- oder Fleischer-Ausbildung mit Gesellenbrief der Handwerkskammer. Vor der Entlassung eines Gefangenen gibt es als soziale Trainingsmaßnahme ein Entlassungstrainingsseminar.

## Eigenbetriebe
In der JVA besteht eine Arbeitspflicht. In den sechs Eigenbetrieben der JVA stellen Gefangene Teile für die Autoindustrie her. Sie erhalten für ihre Arbeit ein Taschengeld von 200 Euro monatlich. Außer einer vom Land übernommenen Arbeitslosenversicherung werden vom Arbeitgeber oder von den privatwirtschaftlichen Auftraggebern keine Sozialversicherungsbeiträge für die Gefangenen abgeführt (Rentenversicherung etc.).
Am 1. Dezember 2015 traten Insassen des Butzbacher Gefängnisses in einen Hungerstreik, teilte die Gefangenengewerkschaft/Bundesweite Organisation mit. 130 der rund 500 Inhaftierten hatten eine Petition unterzeichnet, in der sie unter anderem die vom Grundgesetz gedeckte „volle Gewerkschaftsfreiheit hinter Gittern“, die Auszahlung des Mindestlohns für ihre Arbeit in den anstaltseigenen Werkstätten sowie die Aufnahme in die Rentenversicherung forderten. Mehrere Eingaben an die hessische Justizministerin Eva Kühne-Hörmann (CDU) waren unbeantwortet geblieben; u. a. hatten sie die Ministerin aufgefordert, sich ein Bild von der Situation im Gefängnis zu machen, und gedroht, andernfalls Anfang Dezember in den Hungerstreik zu treten. Wie viele Gefangene die Nahrungsaufnahme verweigerten, wurde nicht bekannt. Einige Insassen traten auch in den „Bummelstreik“, indem sie Arbeitsanweisungen nur sehr langsam ausführten. Zu dem Mittel des Hungerstreiks griffen die Gefangenen auch deshalb, weil Arbeitsverweigerung im Vollzug hart sanktioniert wird und sie durch die Verweigerung von Nahrung aus medizinischen Gründen nicht zur Arbeit gezwungen werden konnten.

## Rezeption
Das 2012 veröffentlichte Lied Besuchstag von Celo & Abdi, Veysel und Xatar behandelt den Häftlingsalltag in der JVA Butzbach.